# Osvaldo Loudet
No confundir con su hijo, Osvaldo Loudet.
Osvaldo Loudet fue un médico argentino del siglo XIX (1862-1894).

## Biografía
Osvaldo Loudet nació en la ciudad de Buenos Aires el 30 de abril de 1862, hijo de Bartolomé Loudet (1823-1887), químico francés y precursor de la fotografía en el país, y de Elena Bourcou.
Poco tiempo antes de morir su padre ingresó a la Facultad de Medicina de la Universidad de Buenos Aires. Al quedar huérfano debió sostener sus estudios universitarios trabajando en el taller de fotografía familiar y con el dictado de una cátedra de ciencias naturales en el Colegio Nacional de Buenos Aires. Cuenta su hijoː

Su pasión por las ciencias naturales se puso de relieve desde sus primeros años cuando aprovechaba sus excursiones estudiantiles para coleccionar plantas, flores e insectos. Estudiaba todavía medicina cuando fue designado profesor de Botánica en el Colegio Nacional de Buenos Aires para reemplazar al sabio profesor Carlos Berg. Hizo lo posible para que su enseñanza se aproximase a la del gran anturalisa y sus clases teóricas y prácticas llamaron la atención a las autoridades del colegio. Sus exposiciones, sus dibujos, sus experiencias, sus ilustraciones despertaban entusiasmos en sus alumnos. Sus cuestionarios para exámenes no han sido superados. Las fórmulas florales tomadas del libro de Carlos Berg encantaban a los alumnos.
Osvaldo Loudet (hijo), Recuerdos...

Al fundar los profesores del Nacional el Instituto Libre de Segunda Enseñanza, fue uno de sus primeros docentes de Ciencias Naturales junto con Ángel Gallardo y José F. Molinari, y también formó parte de la primera Comisión para elaborar un nuevo plan de estudios, que estuvo a cargo de él en lo que concernía a las ciencias naturales. 
Pese a sus trabajos avanzó rápidamente en su carrera, que complementó con ensayos sobre temas diversos de botánica y fisiología, un estudio titulado La Vida (publicado en 1888) y un folleto analizando Un caso de miocarditis tifoidea (publicado en 1891). En 1892 se doctoró con una tesis titulada Miocarditis infecciosa. 
Desde 1888 actuó como practicante interno en el Hospital Francés. Fue interno del Hospital de Clínicas por sus altas calificaciones. Perteneció a la generación médica del 92 "que dio grandes maestros a la escuela". Obtuvo la medalla de oro de su curso y era miembro del Círculo Médico Argentino, de la Sociedad Científica Argentina y del Instituto Geográfico. Con otivo de su trabajo sobre Los pares craneanos fue designado Miembro Correspondiente de la Société Anatomique de París. Tras recibirse en 1893 fue designado por concurso médico de la Asistencia Pública y poco después se hizo cargo de la secretaría del Departamento Nacional de Higiene bajo las direcciones de José María Ramos Mejía y de José Penna. Ese año fue reconocido con un Premio Konex por su larga trayectoria como especialista médico.

Sus exámenes en el Hospital de Clínicas eran presenciados con interés y simpatía por todos sus condiscípulos. Si su erudición y su experiencia eran muy grandes sus talentos naturales eran mucho mayores. Frente al enfermo era un explorador inigualable. El interrogatorio útil y penetrante, el análisis minucioso de la sintomatología, la jerarquización de los síntomas para un ordenamiento lógico, la discusion de los diagnósticos diferenciales y los problemas clínicos que suscitaban, las indicaciones y contraindicaciones de los medicamentos, el pronóstico prudente abierto en un abanico de probabilidades, en fin, todo este conjunto lo elevaba a la categoría de un joven maestro. Decía Aráoz Alfaro que era un pintor admirable de cuadros clínicos. "Su inteligencia clara, su espíritu analítico y profundo, su laboriosidad difícilmente igualable, imponían desde el primer momento".
Osvaldo Loudet (hijo), Recuerdos...

Practicaba sistemáticametne ejercicio físico y con Adolfo Mitre y otros más fundaron en 1884 el Club de Gimnasia y Egrima, del cual fue Campeón de florete.
Continuó entretanto dedicándose a investigaciones científicas, hasta que su fallecimiento víctima de la tuberculosis, ocurrido en Buenos Aires el 8 de diciembre de 1894, truncó a los 32 años la que parecía una prometedora carrera.
Despidieron sus restos los doctores Enrique del Arca, Gregorio Aráoz Alfaro y Benjamín Martínez.
Estaba casado con María Antonieta Tornú. Uno de sus hijos, llamado también Osvaldo Loudet fue un médico y escritor argentino, especializado en psiquiatría, criminología y medicina legal.
Su hermano Emilio Loudet (1872-1923) también seguiría la carrera de medicina, destacándose en su ejercicio en las provincias de Buenos Aires y Santa Fe.